# Eddie Wineland
Eddie Wineland (Houston, 26 de junho de 1984) é um lutador de artes marciais mistas estadunidense, atualmente ele compete no peso-galo do Ultimate Fighting Championship. Wineland foi campeão do peso-galo do WEC.

## Carreira no MMA
Wineland começou sua no MMA competindo em competições regionais em Midwestern nos Estados Unidos. Quando completou 15 lutas profissionais ele entrou no World Extreme Cagefighting.

### World Extreme Cagefighting
Wineland tornou-se o Campeão Peso Galo do WEC após derrotar Antonio Banuelos por Nocaute Técnico no primeiro round no WEC 20. Wineland perdeu o título em sua primeira tentativa de defesa contra Chase Beebe por Decisão Unânime no WEC 26.
Wineland derrotou Rani Yahya por Finalização no primeiro round em 5 de Abril de 2009 no WEC 40.
Wineland derrotou Manny Tapia por Decisão Unânime em 10 de Outubro de 2009 no WEC 43.
Wineland era esperado para enfrentar Rafael Rebello em 10 de Janeiro de 2010 no WEC 46, porém Rebello foi forçado a se retirar do card devido a uma lesão e foi substituído por George Roop. Ele venceu por Decisão Unânime.
Wineland era esperado para enfrentar Charlie Valencia em 20 de Junho de 2010 no WEC 49, porém Valencia foi obrigado a se retirar do card devido a uma lesão. Wineland enfrentou Will Campuzano. Wineland venceu por Nocaute Técnico no segundo round, e ganhou o prêmio de Nocaute da Noite.
Wineland era esperado para enfrentar Damacio Page em 11 de Novembro de 2010 no WEC 52. Porém, Wineland foi forçado a se retirar da luta devido a uma lesão e foi substituído por Demetrious Johnson.
Wineland enfrentou Ken Stone em 16 de Dezembro de 2010 no WEC 53. Ele venceu por Nocaute no primeiro round, e ganhou seu segundo prêmio de Nocaute da Noite consecutivo.

### Ultimate Fighting Championship
Em 28 de Outubro de 2010, o World Extreme Cagefighting fundiu-se com o Ultimate Fighting Championship. Como parte da fusão, todos os lutadores do WEC foram lutar no UFC.
Em sua estréia no UFC, Wineland enfrentou o ex-Campeão Peso Pena do WEC Urijah Faber em 19 de Março de 2011 no UFC 128. Ele perdeu por Decisão Unânime.
Wineland enfrentou Joseph Benavidez em 14 de Agosto de 2011 no UFC on Versus 5. Ele perdeu por Decisão Unânime.
Wineland era esperado para enfrentar Demetrious Johnson em 28 de Janeiro de 2012 no UFC on Fox: Evans vs. Davis. Porém, em 10 de Dezembro, Dana White anunciou que Johnson seria retirado da luta para participar do Torneio que definiria o Campeão Inalgural dos Moscas do UFC, em Março. Wineland era esperado para enfrentar Johnny Bedford. Porém, Wineland se lesionou e foi substituído pelo estreante Mitch Gagnon.
Wineland enfrentou em seguida Scott Jorgensen em 8 de Junho de 2012 no UFC on FX: Johnson vs. McCall. Wineland venceu por Nocaute no segundo round, essa foi a primeira vitória de Jorgensen por Nocaute. A performance de ambos lutadores lhes rendeu o prêmio de Luta da Noite.
Wineland derrotou Brad Pickett por Decisão Dividida em 29 de Dezembro de 2012 no UFC 155.
Wineland era esperado para enfrentar Renan Barão em 25 de Junho de 2013 no UFC 161, pelo Cinturão Interino Peso Galo do UFC. Porém Barão se lesionou. A luta foi remarcada para setembro de 2013, sendo o co-evento principal no UFC 165: Jones vs. Gustafsson. Wineland perdeu por nocaute técnico no segundo round.
Wineland fez sua primeira luta após perder a disputa de cinturão em 25 de Janeiro de 2014 no UFC on Fox: Henderson vs. Thomson contra Yves Jabouin. Wineland venceu por nocaute técnico no segundo round.
Wineland foi derrotado pelo brasileiro Johnny Eduardo em 10 de Maio de 2014 no UFC Fight Night: Brown vs. Silva por nocaute técnico no primeiro round. Surpreendendo a todos por Wineland ser um grande favorito nas bolsas de aposta.
Após mais de um ano fora do octógono, Wineland voltou enfrentando Bryan Caraway em 25 de Julho de 2015 no UFC on Fox: Dillashaw vs. Barão II e sendo derrotado por decisão unânime.
Quase um ano depois, no UFC on Fox: Holm vs. Shevchenko, Eddie retornou ao octógono com uma vitória por nocaute técnico contra Frankie Saenz. O nocaute lhe rendeu o bônus de Performance da Noite.

## Cartel no MMA
| Cartel no MMA   |             |             |
| 40 lutas        | 24 vitórias | 15 derrotas |
| Por nocaute     | 15          | 5           |
| Por finalização | 4           | 4           |
| Por decisão     | 4           | 6           |
| Desconhecido    | 1           | 0           |
| Empates         | 1           | 1           |

| Res.    | Cartel  | Oponente          | Método                                 | Evento                                 | Data       | Round | Tempo | Local                  | Notas                                                |
| ------- | ------- | ----------------- | -------------------------------------- | -------------------------------------- | ---------- | ----- | ----- | ---------------------- | ---------------------------------------------------- |
| Derrota | 24-15-1 | John Castaneda    | Nocaute Técnico (socos)                | UFC Fight Night: Blaydes vs. Lewis     | 20/02/2021 | 1     | 4:44  | Las Vegas, Nevada      |                                                      |
| Derrota | 24-14-1 | Sean O’Malley     | Nocaute (soco)                         | UFC 250: Nunes vs. Spencer             | 06/06/2020 | 1     | 1:54  | Las Vegas, Nevada      |                                                      |
| Vitória | 24-13-1 | Grigorii Popov    | Nocaute Técnico (socos)                | UFC 238: Cejudo vs. Moraes             | 08/06/2019 | 2     | 4:47  | Chicago                |                                                      |
| Derrota | 23-13-1 | Alejandro Pérez   | Decisão (unânime)                      | UFC Fight Night: dos Santos vs. Ivanov | 14/07/2018 | 3     | 5:00  | Boise, Idaho           |                                                      |
| Derrota | 23-12-1 | John Dodson       | Decisão (unânime)                      | UFC Fight Night: Swanson vs. Lobov     | 22/04/2017 | 3     | 5:00  | Nashville, Tennessee   |                                                      |
| Vitoria | 23-11-1 | Takeya Mizugaki   | Nocaute Técnico (socos)                | UFC on Fox: VanZant vs. Waterson       | 17/12/2016 | 1     | 3:04  | Sacramento, California |                                                      |
| Vitória | 22-11-1 | Frankie Saenz     | Nocaute Técnico (socos)                | UFC on Fox: Holm vs. Shevchenko        | 23/07/2016 | 3     | 1:54  | Chicago, Illinois      | Performance da Noite.                                |
| Derrota | 21-11-1 | Bryan Caraway     | Decisão (unânime)                      | UFC on Fox: Dillashaw vs. Barão II     | 25/07/2015 | 3     | 5:00  | Chicago, Illinois      |                                                      |
| Derrota | 21-10-1 | Johnny Eduardo    | Nocaute Técnico (soco)                 | UFC Fight Night: Brown vs. Silva       | 10/05/2014 | 1     | 4:37  | Cincinnati, Ohio       |                                                      |
| Vitória | 21-9-1  | Yves Jabouin      | Nocaute Técnico (socos)                | UFC on Fox: Henderson vs. Thomson      | 25/01/2014 | 2     | 4:16  | Chicago, Illinois      |                                                      |
| Derrota | 20-9-1  | Renan Barão       | Nocaute Técnico (chute rodado e socos) | UFC 165: Jones vs. Gustafsson          | 21/09/2013 | 2     | 0:35  | Toronto, Ontario       | Pelo Cinturão Interino Peso Galo do UFC.             |
| Vitória | 20–8–1  | Brad Pickett      | Decisão (dividida)                     | UFC 155                                | 29/12/2012 | 3     | 5:00  | Las Vegas, Nevada      |                                                      |
| Vitória | 19–8–1  | Scott Jorgensen   | Nocaute (socos)                        | UFC on FX: Johnson vs. McCall          | 08/06/2012 | 2     | 4:10  | Sunrise, Florida       | Luta da Noite                                        |
| Derrota | 18–8–1  | Joseph Benavidez  | Decisão (unânime)                      | UFC Live: Hardy vs. Lytle              | 14/08/2011 | 3     | 5:00  | Milwaukee, Wisconsin   |                                                      |
| Derrota | 18–7–1  | Urijah Faber      | Decisão (unânime)                      | UFC 128                                | 19/03/2011 | 3     | 5:00  | Newark, New Jersey     |                                                      |
| Vitória | 18–6–1  | Ken Stone         | Nocaute (slam)                         | WEC 53                                 | 16/12/2010 | 1     | 2:11  | Glendale, Arizona      | Nocaute da Noite                                     |
| Vitória | 17–6–1  | Will Campuzano    | Nocaute (soco no corpo)                | WEC 49                                 | 20/06/2010 | 2     | 4:44  | Edmonton, Alberta      | Nocaute da Noite                                     |
| Vitória | 16–6–1  | George Roop       | Decisão (unânime)                      | WEC 46                                 | 10/01/2010 | 3     | 5:00  | Sacramento, Califórnia |                                                      |
| Vitória | 15–6–1  | Manny Tapia       | Decisão (unânime)                      | WEC 43                                 | 10/10/2009 | 3     | 5:00  | San Antonio, Texas     |                                                      |
| Derrota | 14–6–1  | Rani Yahya        | Finalização (mata-leão)                | WEC 40                                 | 05/04/2009 | 1     | 1:07  | Chicago, Illinois      |                                                      |
| Vitória | 14–5–1  | Wade Choate       | Finalização (golpes)                   | C3: Domination                         | 22/11/2008 | 1     | 2:29  | Hammond, Indiana       |                                                      |
| Vitória | 13–5–1  | Jason Tabor       | Nocaute (socos)                        | Total Fight Challenge 11               | 19/02/2008 | 2     | 4:42  | Hammond, Indiana       | Ganhou o Cinturão Peso Galo do Total Fight Challenge |
| Derrota | 12–5–1  | Chase Beebe       | Decisão (unânime)                      | WEC 26                                 | 24/03/2007 | 5     | 5:00  | Las Vegas, Nevada      | Perdeu o Cinturão Peso Galo do WEC                   |
| Vitória | 12–4–1  | Dan Swift         | Decisão (unânime)                      | Total Fight Challenge 7                | 10/02/2007 | 2     | 5:00  | Hammond, Indiana       |                                                      |
| Vitória | 11–4–1  | Antonio Banuelos  | Nocaute (chute na cabeça e socos)      | WEC 20                                 | 05/05/2006 | 1     | 2:36  | Lemoore, California    | Tornou-se o primeiro Campeão Peso Galo do WEC        |
| Vitória | 10–4–1  | Kurt Deeron       | Nocaute Técnico (socos)                | Duneland Classic 3                     | 25/03/2006 | 2     | 2:26  | Portage, Indiana       |                                                      |
| Vitória | 9–4–1   | Tim Norman        | Finalização (mata leão)                | Total Fight Challenge 5                | 18/02/2006 | 1     | 2:40  | Hammond, Indiana       |                                                      |
| Vitória | 8–4–1   | Justin Hamm       | Nocaute Técnico (socos)                | ECF: Beatdown At The Fairgrounds 5     | 11/02/2006 | 2     | 4:55  | Indianapolis, Indiana  |                                                      |
| Vitória | 7–4–1   | Christian Nielson | N/A                                    | Courage Fighting Championships 4       | 07/01/2006 | N/A   | N/A   | Lincoln, Illinois      |                                                      |
| Vitória | 6–4–1   | John Hosman       | Finalização (mata-leão)                | IHC 9: Purgatory                       | 19/11/2005 | 1     | 3:18  | Hammond, Indiana       |                                                      |
| Vitória | 5–4–1   | Steve Hallock     | Nocaute Técnico (socos)                | Total Fight Challenge 4                | 17/09/2005 | 2     | 4:40  | Hammond, Indiana       |                                                      |
| Vitória | 4–4–1   | Chad Washburn     | Finalização (estrangulamento)          | Duneland Classic 2                     | 06/08/2005 | 2     | N/A   | Portage, Indiana       |                                                      |
| Derrota | 3–4–1   | Brandon Carlson   | Nocaute Técnico (lesão)                | XKK: Xtreme Cage Combat                | 23/10/2004 | N/A   | N/A   | Curtiss, Wisconsin     |                                                      |
| Derrota | 3–3–1   | Jim Bruketta      | Finalização (mata leão)                | Total Martial Arts Challenge 2         | 28/08/2004 | 1     | N/A   | Hammond, Indiana       |                                                      |
| Vitória | 3–2–1   | Tim Panicucci     | Nocaute Técnico (socos)                | Freestyle Combat Challenge 14          | 06/03/2004 | 1     | 4:56  | Racine, Wisconsin      |                                                      |
| Vitória | 2–2–1   | Omar Choudhury    | Nocaute (joelhada)                     | Freestyle Combat Challenge 13          | 17/01/2004 | 2     | 2:25  | Racine, Wisconsin      |                                                      |
| Derrota | 1–2–1   | Stonnie Dennis    | Finalização (chave de calcanhar)       | HOOKnSHOOT: HOOKnSHOOT                 | 13/09/2003 | 1     | 1:53  | Evansville, Indiana    |                                                      |
| Derrota | 1–1–1   | Mustafa Hussaini  | Finalização (chave de braço)           | Extreme Challenge 51                   | 02/08/2003 | 2     | 1:21  | St. Charles, Illinois  |                                                      |
| Empate  | 1–0–1   | Mustafa Hussaini  | Empate                                 | Shooto: Midwest Fighting               | 21/05/2003 | 2     | 5:00  | Hammond, Indiana       |                                                      |
| Vitória | 1–0     | Joel Cleverly     | Finalização                            | Maximum Combat 6                       | 12/04/2003 | 1     | 3:10  | Fort Wayne, Indiana    |                                                      |